# Campionati europei di hockey su pista 1992
I Campionati Europei 1992 furono la 40ª edizione dei campionati europei di hockey su pista; la manifestazione venne disputata in Germania a Wuppertal dal 19 al 26 aprile 1992.

La competizione fu organizzata dalla Comité Européen de Rink-Hockey.

Il torneo fu vinto dalla nazionale portoghese per la 17ª volta nella sua storia.

## Città ospitanti e impianti sportivi
| CITTÀ     | IMPIANTO           | CAPIENZA |
| Wuppertal | Wuppertal Unihalle | ?        |

## Svolgimento del torneo

### Risultati
| Wuppertal aprile 1992 | Andorra | 9 – 8 | Belgio | Wuppertal Unihalle |

| Wuppertal aprile 1992 | Andorra | 3 – 6 | Francia | Wuppertal Unihalle |

| Wuppertal aprile 1992 | Andorra | 4 – 5 | Germania | Wuppertal Unihalle |

| Wuppertal aprile 1992 | Andorra | 4 – 3 | Inghilterra | Wuppertal Unihalle |

| Wuppertal aprile 1992 | Andorra | 0 – 19 | Italia | Wuppertal Unihalle |

| Wuppertal aprile 1992 | Andorra | 6 – 6 | Paesi Bassi | Wuppertal Unihalle |

| Wuppertal aprile 1992 | Andorra | 4 – 8 | Portogallo | Wuppertal Unihalle |

| Wuppertal aprile 1992 | Andorra | 1 – 13 | Spagna | Wuppertal Unihalle |

| Wuppertal aprile 1992 | Andorra | 2 – 11 | Svizzera | Wuppertal Unihalle |

| Wuppertal aprile 1992 | Belgio | 2 – 4 | Francia | Wuppertal Unihalle |

| Wuppertal aprile 1992 | Belgio | 1 – 10 | Germania | Wuppertal Unihalle |

| Wuppertal aprile 1992 | Belgio | 3 – 2 | Inghilterra | Wuppertal Unihalle |

| Wuppertal aprile 1992 | Belgio | 3 – 14 | Italia | Wuppertal Unihalle |

| Wuppertal aprile 1992 | Belgio | 3 – 4 | Paesi Bassi | Wuppertal Unihalle |

| Wuppertal aprile 1992 | Belgio | 2 – 22 | Portogallo | Wuppertal Unihalle |

| Wuppertal aprile 1992 | Belgio | 1 – 16 | Spagna | Wuppertal Unihalle |

| Wuppertal aprile 1992 | Belgio | 1 – 8 | Svizzera | Wuppertal Unihalle |

| Wuppertal aprile 1992 | Francia | 3 – 3 | Germania | Wuppertal Unihalle |

| Wuppertal aprile 1992 | Francia | 3 – 2 | Inghilterra | Wuppertal Unihalle |

| Wuppertal aprile 1992 | Francia | 2 – 3 | Italia | Wuppertal Unihalle |

| Wuppertal aprile 1992 | Francia | 2 – 2 | Paesi Bassi | Wuppertal Unihalle |

| Wuppertal aprile 1992 | Francia | 4 – 6 | Portogallo | Wuppertal Unihalle |

| Wuppertal aprile 1992 | Francia                      | 0 – 2 | Spagna | Wuppertal Unihalle\| Arbitro: \| Ted McGann Umberto Aldovieri \| |
| Arbitro:              | Ted McGann Umberto Aldovieri |       |        |                                                                  |

| Wuppertal aprile 1992 | Francia | 1 – 1 | Svizzera | Wuppertal Unihalle |

| Wuppertal aprile 1992 | Germania | 3 – 11 | Inghilterra | Wuppertal Unihalle |

| Wuppertal aprile 1992 | Germania | 1 – 10 | Italia | Wuppertal Unihalle |

| Wuppertal aprile 1992 | Germania | 12 – 5 | Paesi Bassi | Wuppertal Unihalle |

| Wuppertal aprile 1992 | Germania | 3 – 8 | Portogallo | Wuppertal Unihalle |

| Wuppertal aprile 1992 | Germania                   | 1 – 10 | Spagna | Wuppertal Unihalle\| Arbitro: \| Umberto Aldovieri Da Silva \| |
| Arbitro:              | Umberto Aldovieri Da Silva |        |        |                                                                |

| Wuppertal aprile 1992 | Germania | 4 – 4 | Svizzera | Wuppertal Unihalle |

| Wuppertal aprile 1992 | Inghilterra | 3 – 6 | Italia | Wuppertal Unihalle |

| Wuppertal aprile 1992 | Inghilterra | 1 – 4 | Paesi Bassi | Wuppertal Unihalle |

| Wuppertal aprile 1992 | Inghilterra | 1 – 11 | Portogallo | Wuppertal Unihalle |

| Wuppertal aprile 1992 | Inghilterra | 2 – 18 | Spagna | Wuppertal Unihalle |

| Wuppertal aprile 1992 | Inghilterra | 2 – 8 | Svizzera | Wuppertal Unihalle |

| Wuppertal aprile 1992 | Italia | 13 – 0 | Paesi Bassi | Wuppertal Unihalle |

| Wuppertal aprile 1992 | Italia | 2 – 2 | Portogallo | Wuppertal Unihalle |

| Wuppertal aprile 1992 | Italia                     | 1 – 1 | Spagna | Wuppertal Unihalle\| Arbitro: \| Da Silva Richard Meeuwesen \| |
| Arbitro:              | Da Silva Richard Meeuwesen |       |        |                                                                |

| Wuppertal aprile 1992 | Italia | 6 – 2 | Svizzera | Wuppertal Unihalle |

| Wuppertal aprile 1992 | Paesi Bassi | 0 – 8 | Portogallo | Wuppertal Unihalle |

| Wuppertal aprile 1992 | Paesi Bassi | 3 – 14 | Spagna | Wuppertal Unihalle |

| Wuppertal aprile 1992 | Paesi Bassi | 4 – 3 | Svizzera | Wuppertal Unihalle |

| Wuppertal aprile 1992 | Portogallo                       | 4 – 2 | Spagna | Wuppertal Unihalle\| Arbitro: \| Umberto Aldovieri Wolfgang Nuber \| |
| Arbitro:              | Umberto Aldovieri Wolfgang Nuber |       |        |                                                                      |

| Wuppertal aprile 1992 | Portogallo | 5 – 3 | Svizzera | Wuppertal Unihalle |

| Wuppertal aprile 1992 | Spagna          | 5 – 1 | Svizzera | Wuppertal Unihalle\| Arbitro: \| Clasca Da Silva \| |
| Arbitro:              | Clasca Da Silva |       |          |                                                     |

### Classifica
|     | Squadra     | PT | G | V | N | P | GF | GS | Diff. |
| --- | ----------- | -- | - | - | - | - | -- | -- | ----- |
| 1.  | Portogallo  | 17 | 9 | 8 | 1 | 0 | 74 | 21 | +53   |
| 2.  | Italia      | 16 | 9 | 7 | 2 | 0 | 74 | 14 | +60   |
| 3.  | Spagna      | 15 | 9 | 7 | 1 | 1 | 81 | 14 | +67   |
| 4.  | Germania    | 10 | 9 | 4 | 2 | 3 | 43 | 45 | -2    |
| 5.  | Francia     | 9  | 9 | 3 | 3 | 3 | 25 | 24 | +1    |
| 6.  | Svizzera    | 8  | 9 | 3 | 2 | 4 | 41 | 30 | +11   |
| 7.  | Paesi Bassi | 8  | 9 | 3 | 2 | 4 | 25 | 55 | -30   |
| 8.  | Andorra     | 5  | 9 | 2 | 1 | 6 | 33 | 79 | -46   |
| 9.  | Belgio      | 2  | 9 | 1 | 0 | 8 | 24 | 89 | -65   |
| 10. | Inghilterra | 0  | 9 | 0 | 0 | 9 | 19 | 68 | -49   |

## Campioni
| Campione d'Europa 1992 |
| ---------------------- |
| Portogallo 17º titolo  |